# Windhoek
Windhoek (in het Nederlands, soms in het Duits: Windhuk) is de hoofdstad en de grootste stad van Namibië. De stad ligt in het midden van het land, op een hoogte van circa 1650 meter en heeft meer dan 320.000 inwoners.
Sinds 1891 is Windhoek de hoofdstad van het land. Tijdens het bestuur van Zuid-Afrika (gedurende de periode van 1915 tot de onafhankelijkheid in 1990), ten tijde van de apartheid (1948-1990), moesten blanken, kleurlingen en zwarten strikt gescheiden wonen. Blanken woonden in de stad, kleurlingen en zwarten woonden in de townships. Het township voor kleurlingen in Windhoek heet Khomasdal, voor de zwarten is het Katutura.
De belangrijkste internationale luchthaven van Namibië, Hosea Kutako International Airport, ligt 45 kilometer buiten Windhoek.

## Geschiedenis

### Naamgeving
De omgeving van Windhoek stond bekend om zijn warme bronnen en dit is terug te vinden in de traditionele namen. De stad Windhoek was namelijk oorspronkelijk bekend onder twee namen; Ai-Gams (KhoiKhoi voor Warme Bronnen) en Otjomuise (Herero voor Plek van Stoom).
Over de huidige naam zijn verschillende theorieën in omloop. Waarschijnlijk werd de stad vernoemd naar het Windhoekgebergte nabij Tulbagh in de toenmalige Nederlandse Kaapkolonie door kapitein Jan Jonker Afrikaner, die zich vanwege de voortdurende aanwezigheid van water vestigde in het gebied. Hij en zijn volk vestigden zich in het gebied waar nu de buitenwijk Klein Windhoek is.

### Prekoloniale periode

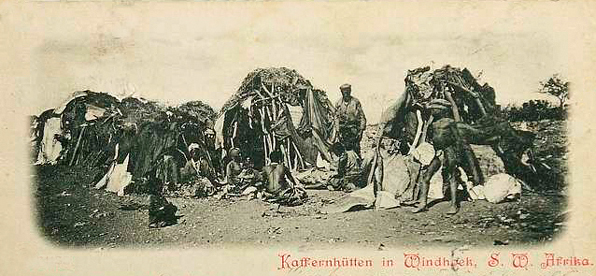
Windhoek aan het einde van de 19e eeuw

Hoewel het gebied binnen bereik was van de Nederlanders in de Nederlandse Kaapkolonie, was er van kolonisatie door Nederland geen sprake. In de jaren veertig van de negentiende eeuw bouwde de vader van Jan Jonker Afrikaner, Jonker Afrikaner, een kerk voor 500 mensen. Het gebouw werd ook als school gebruikt. Kort na 1840 kwamen twee missionarissen uit het huidige Duitse Rijnland, genaamd Carl Hugo Hahn en Heinrich Kleinschmidt, er lesgeven. De twee Duitsers werden al snel opgevolgd door de methodisten Richard Haddy en Joseph Tindall. Windhoek kende een korte periode van vooruitgang, maar twee Afrikaanse stammen, de Nama en Herero, maakten de vestiging van de buitenlanders met de grond gelijk. In 1873 werd door Hahn, die terugkeerde naar Windhoek, gerapporteerd dat er van de vestiging niets meer over was.

### Koloniale periode

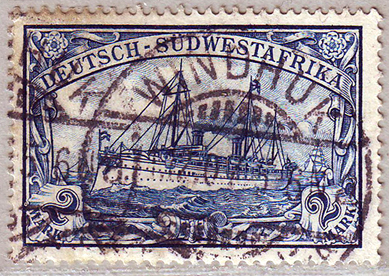
Postzegels voor Duitse Zuidwest-Afrika poststempel Windhuk

Nadat de Nederlanders de Kaapkolonie hadden moeten afstaan aan de Britten groeide de interesse in het gebied. De Walvisbaai, die de Nederlanders ooit verlieten bij gebrek aan interesse, werd in 1878 het eerste deel van het huidige Namibië dat werd gekoloniseerd. De haven werd bestuurd vanuit de Britse Kaapkolonie, het achterland was nog door geen enkel land geclaimd tot de opkomende grote mogendheid Duitsland, die ook graag koloniën wilde, er zijn oog op liet vallen. In 1884 riep Duitsland het protectoraat Zuidwest-Afrika uit. In 1890 werd een legereenheid (Schutztruppe) onder bevel van majoor Curt von François naar Windhoek gezonden. Het Duitse garnizoen in Windhoek wierp zich op als buffer tussen de regelmatig oorlogvoerende Nama en de Herero.
De huidige plaats Windhoek werd op 18 oktober 1890 gesticht toen François de fundering voor het fort Alte Feste legde. Tot aan het begin van de 20e eeuw ontwikkelde de plaats zich langzaam, met alleen hoognodige gebouwen voor het bestuur van de kolonie. In Klein Windhoek werd er op bescheiden schaal landbouw bedreven met fruit, tabak en melkvee.
Na 1907 ontwikkelde Windhoek zich sneller. Uit binnen- en buitenland trok men naar de stad. Vooral uit Duitsland en het huidige Zuid-Afrika (met name Afrikaners) emigreerde men naar Windhoek. Bedrijven werden gesticht in de Kaiser Straße (tegenwoordig Independence Avenue) en tegen de heuvelrug om de stad. Ook werden er drie pittoreske kasteeltjes gebouwd.

### Einde van Europese macht
Door de Eerste Wereldoorlog kwam er een einde aan het Duitse koloniale tijdperk. Op verzoek van het Verenigd Koninkrijk werd Windhoek in mei 1915 bezet door het Zuid-Afrikaanse leger en vijf jaar lang werd Windhoek door militairen bestuurd. De bezetting was een groot twistpunt in Zuid-Afrika omdat de rechtse en conservatieve Boeren niet wilden vechten tegen broederland Duitsland. De Duitsers zijn namelijk na de Nederlanders de grootste groep voorvaders van de Nederlandssprekende (pre-Afrikaans) blanken. Zij vochten liever tegen de Britten, de traditionele vijand van de Slag om Muizenberg, de Slag bij Blaauwberg en de twee Boerenoorlogen. In de daaropvolgende jaren kwam de ontwikkeling van Windhoek en Namibië in het algemeen tot stilstand. Vanaf 1928 werd er begonnen met het verharden van de wegen in de stad.
Pas na de Tweede Wereldoorlog kwam de ontwikkeling van Windhoek weer op gang en verbeterde het economisch klimaat. Na 1955 werden grote publieke projecten begonnen, zoals het bouwen van nieuwe scholen en ziekenhuizen.

### Hoofdstad van een onafhankelijk land
Sinds de onafhankelijkheid van het land worden er in Windhoek winkelcentra en nieuwe overheidsgebouwen neergezet. Ter nagedachtenis aan de onafhankelijkheidsstrijd is er net buiten Windhoek een groot monument opgericht: Heroes' Acre. Het monument is voor 60 miljoen Namibische dollar (8 miljoen euro) ontworpen en gebouwd door het Noord-Koreaanse bedrijf Mansudae Overseas Projects. Hetzelfde bedrijf bouwt in Windhoek voor naar schatting N$445 miljoen (60 miljoen euro) een nieuw onderkomen voor de president.

## Geografie
De stad is gelegen in het centrum van het land en is verdeeld in verschillende wijken:
- Academia
- Auasblick
- Avis
- Cimbebasia
- Dorado Park
- Eros
- Eros Park
- Goreangab
- Hakahana
- Hochland Park
- Katutura
- Khomasdal
- Kleine Kuppe
- Klein-Windhoek
- Lafrenz Industrial Area
- Ludwigsdorf
- Luxury Hill
- Northern Industrial
- Olympia
- Otjomuise
- Pioneers Park
- Prosperita
- Rocky Crest
- Southern Industrial
- Suiderhof
- Wanaheda
- Windhoek Centrum
- Windhoek Noord
- Windhoek West

## Bevolking
Windhoek is een multi-etnische stad met circa 300.000 inwoners. De met 4% per jaar groeiende bevolking bestaat uit 67% zwarten (verschillende Afrikaanse stammen), 17% kleurlingen (onder wie ook een kleine groep Aziaten) en 16% blanken (nazaten van Nederlandse kolonisten (Boeren), Duitsers en Britten).

### Taal
In Windhoek worden meerdere Afrikaanse talen gesproken. Afrikaans, ontstaan uit het Nederlands, is de meest gehoorde taal. Daarnaast spreekt vrijwel iedereen Engels en een kleine groep blanken houdt vast aan Duits.

### Religie
Een meerderheid van de bevolking is protestants. Sinds 1994 is Windhoek de zetel van een rooms-katholiek aartsbisdom.

## Economie
Windhoek is het economische centrum van Namibië. Er is een grote vleesverwerkende industrie en een grote brouwerij.
Namibia Breweries brouwt er verschillende bieren, waaronder Windhoek. Dit bier wordt gebrouwen volgens het Duitse Reinheitsgebot.

## Media
De belangrijkste krant van Namibië, de Republikein, zetelt in Windhoek.

## Sport
In 2009 vond de zevende editie van de Afrikaanse kampioenschappen wielrennen plaats in en rond de stad.

## Geboren in Windhoek
- Johann van der Westhuizen (1952), rechtsgeleerde en rechter
- Trevor Dodds (1959), golfer
- Frankie Fredericks (1967), sprinter
- Michelle McLean (1972), Miss Universe
- Juanita du Plessis (1972), zangeres
- Nannie de Villiers (1976), tennisspeelster
- Collin Benjamin (1978), voetballer
- Erik Hoffmann (1981), wielrenner
- Stefan Ludik (1981), cricketspeler
- Shishani (1988), zangeres
- Tippi Degré (1990), Franse documentairemaker
- Raul Costa Seibeb (1992-2017), wielrenner
- Till Drobisch (1993), wielrenner
- Marc Oliver Pritzen (1999), wielrenner

## Stedenbanden
- Berlijn (Duitsland), sinds 2000
- Brazzaville (Congo-Brazzaville), sinds 2011

## Galerij

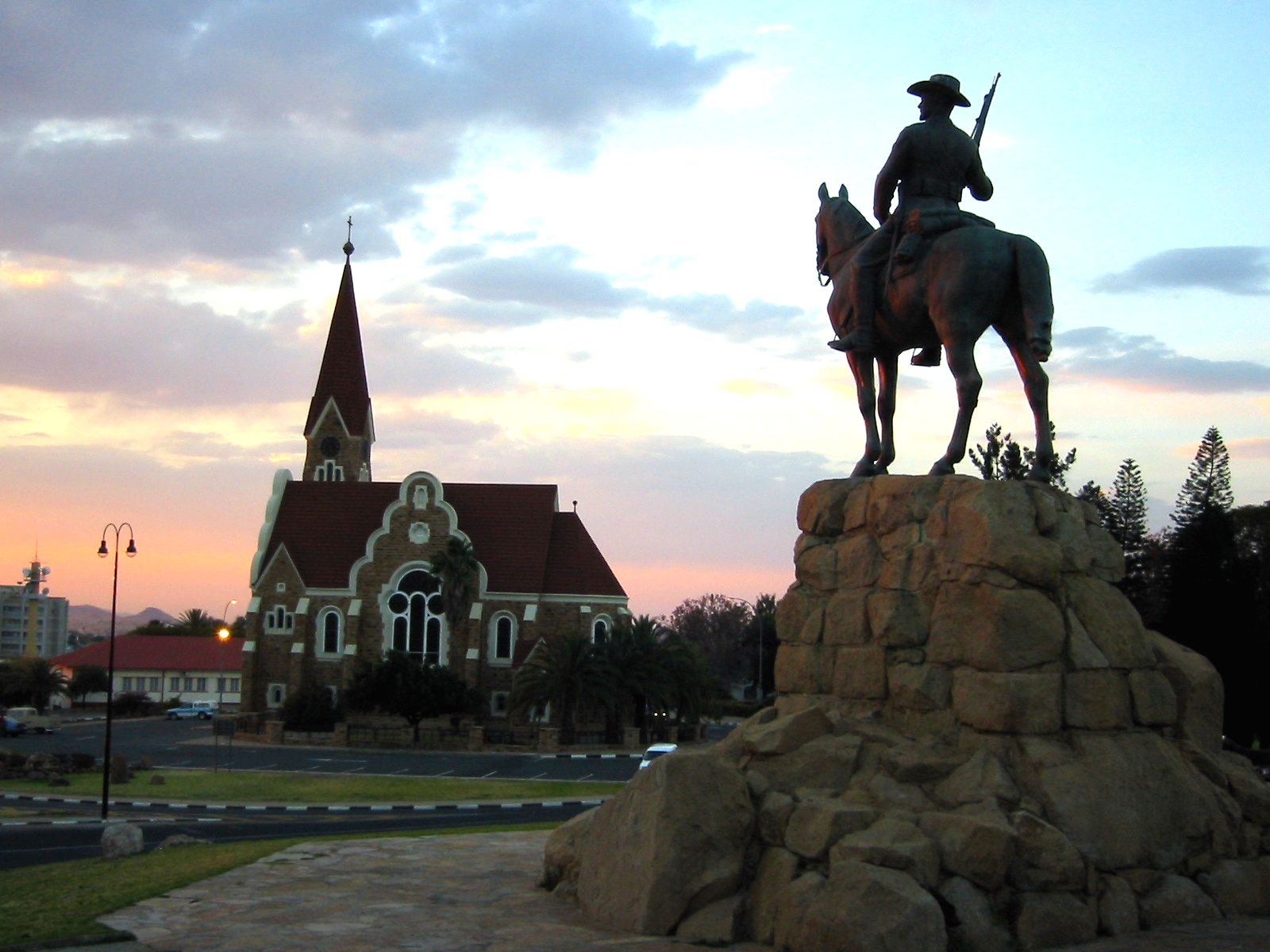
Door de Duitse kolonisten gebouwde kerk (Christuskirche) en monument (Reiterdenkmal).
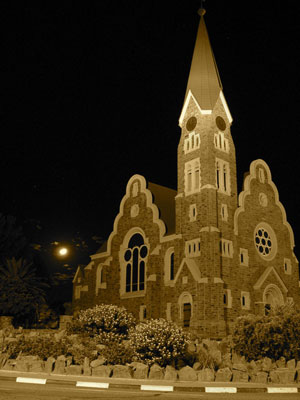
Christuskirche, Windhoek
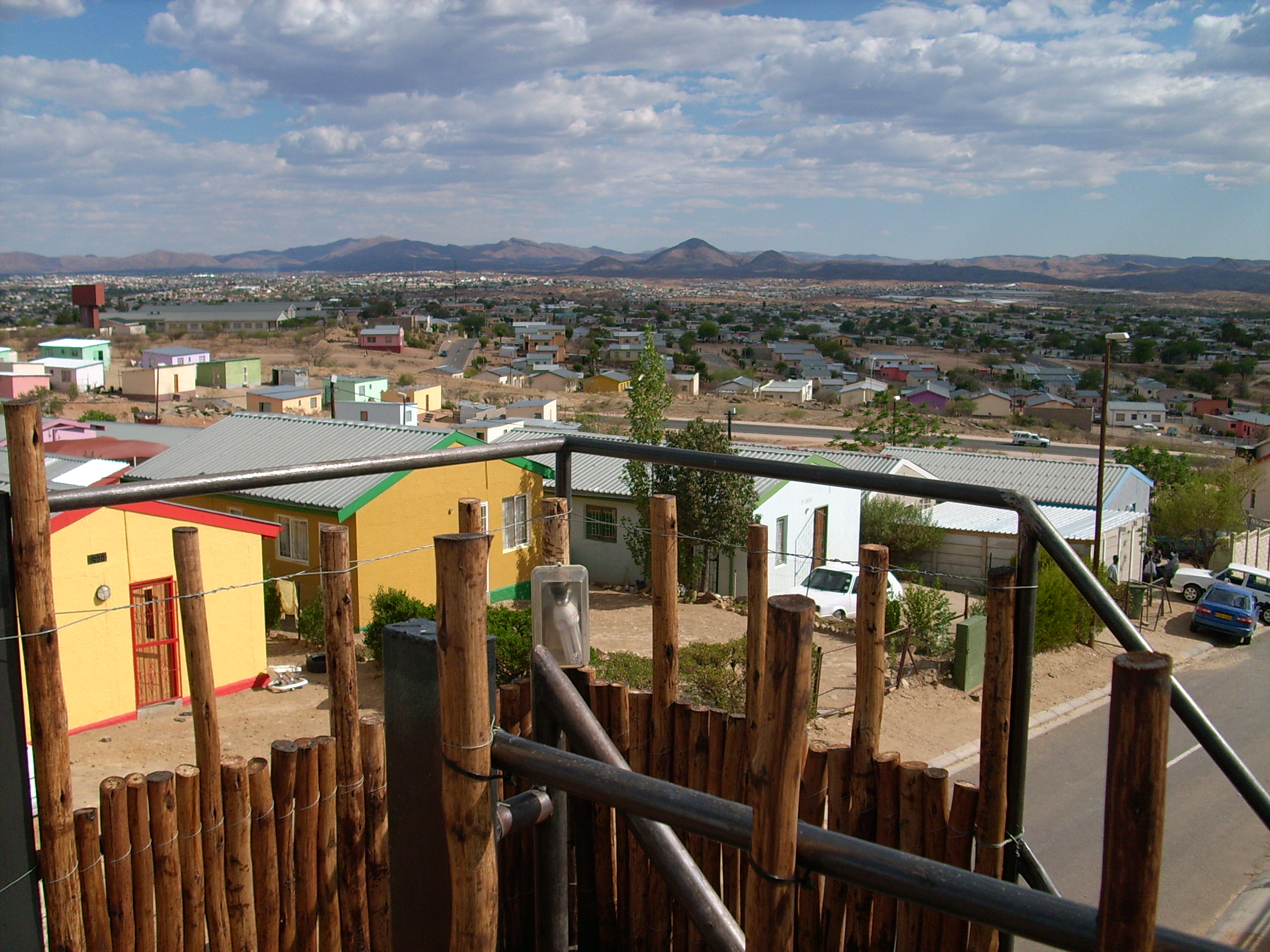
Uitzicht over de wijk Katutura
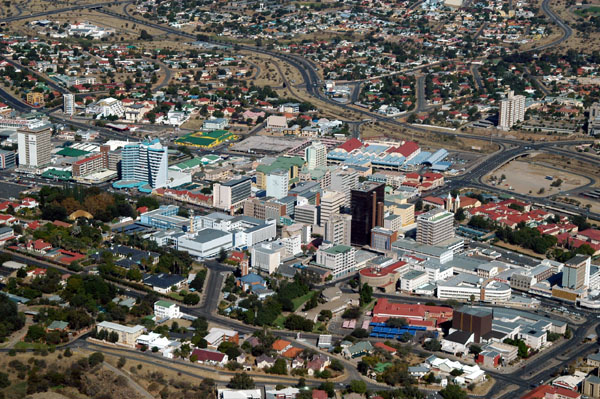
Luchtfoto